# Broxylus pendolensis
Broxylus pendolensis is een keversoort uit de familie netschildkevers (Lycidae). De wetenschappelijke naam van de soort werd in 2004 gepubliceerd door Ladislav Bocák & Jass.